# 비스트 재단
비스트 재단(영어: Vist Foundation, 일본어: ビスト財団)은 소설 및 OVA 《기동전사 건담 UC》에 등장하는 가공의 재단법인이다.

## 조직의 개요
표면적으로는 역사적 가치가 있는 미술품을 지구보다 환경이 안정된 스페이스 콜로니로 이동하는 것을 업무로 하는 재단법인 조직이지만, 실체는 재단의 1대 당주인 사이암 비스트가 만든 사업과 투자로 번 돈을 세탁하기 위한 돈세탁 기관이다.

## 같이 보기
- 기동전사 건담 UC